# Toramaru Shibano
Shibano Toramaru Jūdan (芝 野 虎 丸; 9 novembre 1999) è un goista giapponese di grado 9-dan che ha vinto il prestigioso torneo Meijin nel 2019 all'età di 19 anni, diventando il primo adolescente a ottenere uno dei sette principali titoli giapponesi.

## Primi anni di vita
Shibano Toramaru è nato nella prefettura di Kanagawa, regione del Kantō, in Giappone. Gioca per la filiale di Tokyo della Nihon Ki-in (l'associazione giapponese di go).
Afferma di aver iniziato a giocare a Go sotto l'influenza dei suoi genitori, che erano fan di Hikaru no go, una serie manga giapponese basata sul gioco. Anche il fratello Ryunosuke è un goista professionista.

## Carriera
Shibano è diventato uno shodan nel settembre 2014 ed è cresciuto rapidamente dopo aver ottenuto notevoli successi. Nel 2015 è passato a 2 dan dopo 30 vittorie professionistiche e nel 2016 è diventato 3 dan.
Nel settembre 2017, dopo aver vinto il torneo Ryusei ad agosto (nel corso del quale ha battuto Yo Seiki 7 dan), è stato promosso a 7 dan. Nello stesso anno Shibano è diventato il giocatore più giovane di sempre a conquistare un posto nella lega per l'Hon'inbō. A 17 anni e 11 mesi è diventato il giocatore più giovane a vincere un posto nella lega per il Meijin. Nell'ottobre 2017 Shibano ha vinto anche il 42º Shinjin-O, battendo Son Makoto 5 dan.
I successi di Shibano sono continuati nel 2018, inclusa la vittoria del 4º torneo Ryusei Giappone-Cina ad aprile (battendo Ke Jie 9 dan) e il secondo posto nella 25ª Agon Cup ad ottobre (contro Ryō Ichiriki 8 dan).
L'8 ottobre 2019, Shibano ha la 44ª edizione del Meijin, sconfiggendo Cho U 4–1, e diventando il primo giocatore adolescente ad aver vinto uno dei sette principali titoli giapponesi. Per questa prestazione ha ottenuto il grado di 9 dan. Ha poi conquistato il titolo Ōza, sconfiggendo per 3–1 Yūta Iyama, conquistando il suo secondo titolo maggiore.
Nel 2020 ha sfidato Yūta Iyama per il titolo di Hon'inbō, venendo sconfitto 1–3. Tre giorni dopo ha sconfitto Daisuke Murakawa Jūdan per 3–1, conquistando il titolo Jūdan; con questa vittoria ottenuta a 20 anni e tre mesi, è diventato il più giovane goista giapponese a ottenere tre dei maggiori titoli goistici giapponesi. In ottobre è stato sconfitto 1–4 da Iyama, perdendo così il titolo di Meijin.
Nel 2021 ha perso per 2–3 la finale della cinquantanovesima edizione del Jūdan, cedendo così il titolo a Kyo Kagen 8 dan.
Tra maggio e luglio 2021 ha sfidato Iyama Yūta per il titolo di Honinbo nella finale della settantaseiesima edizione: dopo essere andato in svantaggio nel primo incontro, ha vinto tre partite consecutive; Iyama è stato però in grado di ottenere tre vittorie consecutive, vincendo la serie 4–3. Non ha avuto fortuna migliore nella finale della sessantanovesima edizione dell'Ōza, in cui ha perso per 2–3 contro Iyama.
Nel corso dell'edizione 2022 del Meijin, Shibano si è qualificato per la finale, nel corso della quale ha strappato il titolo a Iyama Yūta sconfiggendolo per 4–3. Ha perso invece per 0–2 la finale della prima edizione della Coppa Teikei Shunei contro Kyo Kagen.
Nel 2023 ha vinto il torneo degli sfidanti del Kisei, ma nel corso della finale ha perso 4–2 contro il detentore Ryō Ichiriki. Ha invece sfidato e vinto Kyo Kagen, sconfiggendolo per 3–1, nella finale della sessantunesima edizione del Jūdan. Ha nuovamente perso la finale della Coppa Teikei Shunei, sempre per 0–2, questa volta contro Ryō Ichiriki. È stato selezionato come membro della squadra giapponese ai XIX Giochi asiatici, dove ha partecipato sia alla competizione maschile individuale sia a quella maschile a squadre. Nella competizione individuale è acceduto ai quarti (dopo essere stato sconfitto nel girone dal sudcoreano Shin Jin-seo, dal cinese Yang Dingxin e dal taiwanese Xu Haohong), dove è stato sconfitto dal cinese Ke Jie. Nella competizione a squadre, ha formato la compagine giapponese insieme a Seki Kotaro, Ichiriki Ryō, Sada Atsushi, e Iyama Yūta. Nel torneo preliminare ha ottenuto tre vittorie e due sconfitte, quella contro il sudcoreano Kim Myeong-hun e quella contro il taiwanese Lai Junfu: in questo modo ha contribuito al passaggio del turno del Giappone. In semifinale la squadra giapponese ha incontrato nuovamente quella sudcoreana, venendo sconfitta per 0–5: Shibano ha perso per la seconda volta contro Kim Myeong-hun. Nella finale per il bronzo, ha invece ottenuto la rivincita contro il taiwanese Lai Junfu nel 4–1 con cui il Giappone ha sconfitto Taiwan, ribaltando il risultato dei gironi, e ha conquistato la medaglia di bronzo. Il bilancio totale è stato di 7 vittorie e 7 sconfitte, mentre contro i professionisti di alto livello ha avuto un bilancio di 1 vittoria e 7 sconfitte. Tra agosto e novembre ha difeso con successo il titolo di Meijin, sconfiggendo lo sfidante Iyama e detenendo il titolo per la terza volta, la seconda consecutiva. Il 25 dicembre ha perso la finale del Ryusei contro Iyama.
A marzo 2024 ha perso la finale della settantunesima edizione della Coppa NHK contro Ichiriki. Tra febbraio e aprile è stato sconfitto per 3–2 da Iyama nella finale della sessantaduesima edizione del Jūdan, non riuscendo a difendere questo titolo per la seconda volta. Tra marzo e aprile 2024 ha vinto la terza edizione della Coppa Teikei Shunhei contro Seki Kotaro: si è trattata della prima vittoria in tre finali consecutive di questa competizione. A luglio ha perso per 0-3 la finale della quarantanovesima edizione del Gosei contro Yuta. A settembre ha perso la finale della Agon Cup contro Ryo Ichiriki. Ichiriki lo ha sconfitto per 4-2, strappandogli il titolo di Meijin a ottobre. Sempre contro Ichiriki ha perso per 1-3 la finale della cinquantesima edizione del Tengen a novembre. A dicembre 2024 ha  perso la sfida per il titolo di Ōza contro il detentore Iyama Yuta, sconfitto per 3-1.
Ad aprile ha vinto il Jūdan per la terza volta, sconfiggendo il detentore del titolo Yūta Iyama per 3-0. Ha luglio ha perso per 2-3 la finale dell'ottantesima edizione dell'Honinbo, contro il detentore Ichiriki Ryo.

## Palmarès
| Nazionali            | Nazionali            | Nazionali            |
| Tornei               | Vittorie             | Finalista            |
| -------------------- | -------------------- | -------------------- |
| Kisei                |                      | 1 (2023)             |
| Meijin               | 3 (2019, 2022, 2023) | 2 (2020, 2024)       |
| Honinbo              |                      | 3 (2020, 2021, 2025) |
| Ōza                  | 2 (2019, 2020)       | 2 (2021, 2024)       |
| Tengen               |                      | 1 (2024)             |
| Gosei                |                      | 1 (2024)             |
| Jūdan                | 3 (2020, 2023, 2025) | 2 (2021, 2024)       |
| Agon Cup             |                      | 2 (2018, 2024)       |
| Ryusei               | 1 (2017)             | 1 (2023)             |
| Shinjin-O            | 1 (2017)             |                      |
| Okage Cup            | 1 (2019)             |                      |
| NHK Cup              |                      | 1 (2024)             |
| Coppa Teikei Shunei  | 1 (2024)             | 2 (2022, 2023)       |
| Coppa Ibero Japan    |                      | 1 (2016)             |
| Continentali         |                      |                      |
| Tornei               | Vittorie             | Finalista            |
| Ryusei Giappone-Cina | 1 (2018)             |                      |
| Totale               | 13                   | 19                   |